# M.E.M.E.
M.E.M.E. (abreviatura de Menos Ego, Más Enfoque) es el decimoprimer álbum (décimo de estudio) del rapero cristiano Alex Zurdo, lanzado el 30 de julio de 2020 por su sello AZ Music. Contó con la participación de Kike Pavón, la agrupación Lead de Guatemala, Christian Ponce "El Sica", Nimsy López y Marcos Vidal.
La producción musical estuvo a cargo de varios productores reconocidos dentro del género Urbano Luis "Kaldtronik" Calderon, Maelo Perez, Orlando Brinn, Jose «Ito» Martis, Luis Marrero, Niko Eme, Carlos Lagares, Otho Castro y Christian López.
La canción «Toca la guitarra, viejo», dedicada a su padre que padece de la enfermedad de Alzheimer, tuvo un gran abordaje por parte de los medios de comunicación.

## Promoción y lanzamiento
Los sencillos del álbum fueron «Por qué me amas tanto», «Lente», «Toca la guitarra, viejo», «Ante ti» y «M.E.M.E.». Posterior a la publicación del disco, se lanzó  «Solo», una remezcla del tema «Solo», esta vez con la participación de Jay Kalyl y Musiko, «Por qué me amas tanto (Remix)», «Valor»  y «No más a mi modo».

### Vídeos musicales
| Año  | Título                                        | Productor(s)                 |
| ---- | --------------------------------------------- | ---------------------------- |
| 2020 | «Por qué me amas tanto»                       | Carlos Lagares y Otho Castro |
| 2020 | «Toca la guitarra, viejo»                     | Carlos Lagares y Otho Castro |
| 2020 | «Ante ti» (con Nimsy López y Christian Ponce) | O-Brinn                      |
| 2020 | «M.E.M.E.»                                    | Los de la Fórmula            |
| 2020 | «Solo»                                        | Ito Martis                   |
| 2020 | «Valor»                                       | Los de la Fórmula            |

## Lista de canciones
| N.º   | Título                                        | Productor (s)                | Duración |  |
| 1.    | «Bájale»                                      | O-Brinn y Kaldtronik         | 3:41     |  |
| 2.    | «Solo»                                        | Xerran                       | 3:15     |  |
| 3.    | «Valor»                                       | Funky                        | 3:22     |  |
| 4.    | «Lente»                                       | Niko Eme                     | 3:11     |  |
| 5.    | «Liberal traga’o»                             | Funky                        | 3:53     |  |
| 6.    | «No más a mi modo (con Kike Pavón y Lead)»    | Los De La Fórmula            | 3:24     |  |
| 7.    | «PIKE-T (con Ander Bock)»                     | Niko Eme                     | 3:16     |  |
| 8.    | «M.E.M.E.»                                    | Los De La Fórmula            | 3:50     |  |
| 9.    | «Ante ti (con Christian Ponce y Nimsy López)» | O-Brinn                      | 3:26     |  |
| 10.   | «¿Por qué me amas tanto?»                     | Carlos Lagares y Otho Castro | 3:19     |  |
| 11.   | «Toca la guitarra, viejo»                     | Carlos Lagares y Otho Castro | 4:51     |  |
| 12.   | «¿Por qué me amas tanto? (con Marcos Vidal)»  | Carlos Lagares y Otho Castro | 3:17     |  |
| 42:46 |                                               |                              |          |  |